# Saint-Nicolas (pomme)
Le "Saint-Nicolas " est un cultivar ancien de pommier domestique retenu pour la fabrication du cidre.

## Synonymes
- Pas de synonyme connu.
- Ne pas confondre avec une autre Saint-Nicolas, connue dans l'Est de la France :  Christkindel, Pomme de Noël, Santa Klauss ou Christkindler[1].

## Origine
Cette variété de pomme d'origine ancienne est revendiquée par la Haute-Normandie.

## Description
Pomme à cidre de deuxième saison. 
Catégorie amère. 
Brassage première quinzaine de novembre.                                                    
Fruit : peu irrégulier, peu mamelonné, offrant les deux aspects : plat et obconique, forme plate.
Base variable, souvent plus large que le sommet, parfois plus étroite.
Épiderme : jaune teinté de vert et comme laiteux, lavé et vergeté faiblement carmin, parsemé d’un pointillé gris-roux.
Œil :  petit, entr’ouvert, dans un bassin irrégulier, fortement fissuré, souvent bifide, cinq à six nodosités d’où partent quelques mamelons peu accusés.
Pédoncule : court, inséré dans une cavité peu irrégulière, étroite, peu profonde, tapissée plus ou moins de gris-roux.
Coupe verticale :  l’œil descend très profondément. Le cœur, peu irrégulier , est moyen plutôt que large, délimité par des courbes symétriques, émergeant à angle droit ou autrement. 
Loges petites, étroites.
Coupe transversale : circonférence irrégulière, quatre à cinq saillies. Faisceaux sépalaires et pétalaires non anastomosés.
Qualité : pulpe blanc-jaunâtre, ferme, amère, parfumée. Jus assez coloré. Excellente variété.